# Prix Max-Barthou
Le prix Max-Barthou, de la fondation Barthou, est un ancien prix annuel de littérature, créé en 1936 par l'Académie française et « destiné à un auteur français de moins de trente ans ».

## Historique
Le prix rend hommage à Max Emile Barthou, né le 28 janvier 1896 et mort le 14 décembre 1914 à l'Hôpital de Thann des suites de blessures de guerre. Il est le fils de Louis Barthou (1862-1934), tué lors de l’assassinat du roi de Yougoslavie le 9 octobre 1934 à Marseille et de Alice Julie Catherine Mayeur, née le 1er mars 1873 et morte des suites d'une longue maladie le 15 janvier 1930 à Paris. La fondation Barthou est liée à ces trois personnes pour lesquelles l'Académie française a créé les Prix Louis-Barthou, Alice-Louis-Barthou et Max-Barthou.

## Liste des lauréats
- 1938 : Henri Troyat pour l'ensemble de son œuvre
- 1939 : Marie-Anne Desmarest pour Torrents
- 1940 : Pierre Pascal
- 1941 : Gilbert Gadoffre
- 1942 : Sous-Lieutenant Charrier (Stalag I A)
- 1943 : Marc Blampain
- 1944 : Gaston Criel pour Cahiers littéraires du Stalag XI A
- 1945 : Gaston Criel
- 1946 : Armand Hoog (1912-1999)
- 1947 : Paul-André Lesort pour Les Reins et les cœurs
- 1948 : Henri Queffélec pour Chemin de terre
- 1949 : Jules Roy pour Le métier des armes
- 1950 : Pierre-Henri Simon pour l'ensemble de son œuvre
- 1951 : Guy des Cars pour La Brute
- 1952 : Bruno Gay-Lussac pour La Ville dort
- 1953 : Michel Mercier
- 1954 : Michel Droit pour Plus rien au monde
- 1955 : Jean-Claude Brisville pour D’un amour
- 1956 : Christine de Rivoyre pour L'Alouette au miroir
- 1957 : Jean Ménard pour Travaux sur René Boylesve
- 1958 : Jacques Houbert pour Buissonnières
- 1959 : Fernand du Boisrouvray pour l'ensemble de son œuvre
- 1962 : Michel Mourre pour l'ensemble de son œuvre
- 1963 : Jean-Pierre Richard pour L’univers imaginaire de Mallarmé
- 1970 :
  - Didier Decoin pour Laurence
  - Pierre Fanlac pour Couleur du Temps
  - Georges Guérin pour Virgo et Argo
- 1972 : Christian Giudicelli pour Une poignée de sable
- 1977 : Christian Giudicelli pour Les Insulaires
- 1978 : Jean-Marc Roberts pour Le sommeil agité
- 1979 : 
  - Pierre Bourgeade pour Une ville grise
  - René Swennen pour Dom Sébastien, roi de Portugal
- 1981 : Karine Berriot pour Parlez-moi de Louise
- 1982 : Henri Kaufmann pour L'amour en soi
- 1983 : Jean-Marie Laclavetine pour Loin d’Aswerda
- 1984 : Jean-Yves Plancot (1942-....) pour Le style Toutenant
- 1985 : Jean-Marc Roberts pour Méchant
- 1986 : Marie Nimier pour Sirène
- 1988 : Béatrice Commengé pour La danse de Nietzsche